# 美洲箭齒鰈
美洲箭齒鰈為輻鰭魚綱鰈形目鰈亞目鰈科的其中一種，為溫帶海水魚，分布於北太平洋區，從俄羅斯至美國加州海域，棲息深度18-950公尺，尾部的些微新月狀，胸鰭小，背鰭軟條92-109枚、臀鰭軟條72-90枚，體長可達84公分，棲息在軟底質底層水域，以魚類及甲殼類為食，生活習性不明，為高經濟食用魚及遊釣魚。